# Бабенко, Александр Калистратович
Алекса́ндр Калистра́тович Бабе́нко (25 мая 1881, Ясиноватка — 30 сентября 1959, Киев) — советский ученый-методист, профессор Киевского педагогического института имени А. М. Горького.

## Биография
Родился 25 мая 1881 года в селе Ясиноватке Чигиринского уезда Киевской губернии (ныне Александрийского района Кировоградской области) в семье крестьянина. Учился в Златопольской мужской гимназии. В 1902 году поступил на физико-математический факультет Киевского университета и Киевского художественного училища. За участие в студенческих беспорядках Александр Бабенко вместе с другими сорока учениками зимой 1905 года из училища был отчислен. Продолжил художественное образование в студии известного украинского художника-передвижника С. Светославского, которую тот открыл специально для отчисленных. Под псевдонимом «Москит» помещал свои сатирические произведения почти во всех периодических изданиях революционного направления, которые выходили в Киеве, активно сотрудничал с «Шершнем», который издавался в 1906 году (выполнил для журнала семь рисунков). В 1907 году окончил университет и сосредоточился исключительно на физике.
В 1907-1929 годах — преподаватель физики в средних учебных заведениях Винницы и Винницкой области, в 1907-1908 учебном году преподаватель предметов Математика и Физика в Златопольской мужской гимназии, с 1930 года — в вузах Киева. С 1932 года — заведующий кафедрой КГПИ имени А. М. Горького. Член ВКП (б) с 1946 года.
Награжден орденом Ленина.
Умер 30 сентября 1959 года. Похоронен в Киеве на Байковом кладбище.

## Труды
Автор трудов:
- «Электромагнитная индукция»;
- «Звук»;
- «Колебания и волны» и другие.

Под его редакцией издано фундаментальное (в четырех томах) труд «Очерки по методике преподавания физики в средней школе» (1952-1959), отмеченную Республиканской премией имени К. Д. Ушинского.